# برايان كالتاك
برايان كالتاك هو لاعب كرة قدم فانواتي في مركز الدفاع، ولد في 30 سبتمبر 1993 في Erakor Island ‏ في فانواتو. شارك مع منتخب فانواتو لكرة القدم. أما مع النوادي، فقد لعب مع هيكاري يونايتد.

## وصلات خارجية
- برايان كالتاك على موقع قاعدة بيانات كرة القدم.إي يو (الإنجليزية)
- برايان كالتاك على موقع ناشيونال فوتبول تيمز (الإنجليزية)
- برايان كالتاك على موقع Soccerway.com (الإنجليزية)